# Volo KLM 592
Il volo KLM 592, un Douglas DC-6 della KLM, era un volo passeggeri di linea partito dall'aeroporto di Roma-Ciampino e diretto all'aeroporto di Francoforte sul Meno. Sabato 22 marzo 1952 il volo 592 si schiantò durante l'avvicinamento finale all'aeroporto di Francoforte intorno alle 10:45 ora locale; 45 delle 47 persone a bordo del DC-6 persero la vita.

## L'aereo
Il 22 marzo 1952, il volo KLM 592 fu operato da un Douglas DC-6 (numero di registrazione PH-TPJ). L'aereo volò per la prima volta nel 1948. Fu la 12a perdita di un DC-6, l'8° incidente con vittime e il 4° peggior incidente di questo tipo di velivolo (all'epoca, ora il 20° peggiore). Dopo l'incidente, l'aereo rimase irreparabilmente danneggiato.

## L'incidente
Il volo 592 partì dall'aeroporto di Roma-Ciampino e si diresse a quello di Francoforte, intorno alle 10:38 ora locale i piloti del volo 592 contattarono il controllo del traffico aereo di Francoforte e riferirono di essere sopra il radiofaro di Staden a 4.000 piedi (1.200 m). 7 minuti dopo, intorno alle 10:45, comunicarono di essersi avvicinati al radiofaro di Offenbach e di essere scesi a 2.460 piedi (750 m). Dopo questo, non si udì più nulla dal volo. Circa cinque minuti dopo, l'aereo si schiantò in una foresta. Delle 47 persone a bordo, 45 non sopravvissero allo schianto. I sopravvissuti furono un membro dell'equipaggio e un passeggero.

## L'indagine
La causa dell'incidente non è mai stata determinata, ma è possibile che l'equipaggio abbia continuato l'avvicinamento al di sotto della quota minima di discesa per mantenere il contatto visivo con il suolo.